# 한국바이오마이스터고등학교
한국바이오마이스터고등학교(韓國바이오마이스터高等學校)는 대한민국 충청북도 진천군 진천읍 교성리에 있는 공립 고등학교이다.

## 학교 연혁
- 1944년 3월 31일 : 진천농업전수학교 설립 인가
- 1945년 5월 20일 : 진천공립농업학교 개교
- 1951년 8월 31일 : 진천농업고등학교로 변경
- 1993년 3월 1일 : 진천농공고등학교로 변경
- 2009년 3월 1일 : 진천생명과학고등학교로 변경
- 2012년 3월 1일 : 한국바이오마이스터고등학교로 변경
- 2024년 1월 10일 : 제75회 졸업 102명(총 11,080명)
- 2024년 3월 1일 : 제29대 한석일 교장 취임
- 2024년 3월 4일 : 2024학년도 신입생 입학(98명)

## 설치 학과
- 바이오식품과
- 바이오제약과

## 참고 자료
- 한국바이오마이스터고등학교 - 한국교육학술정보원 학교알리미